# 印度行政区人口列表

印度人口密度地图。

印度是一个由29个邦和7个联邦属地（简称）组成的联邦国家。2024年印度拥有14.33亿人口，是世界第一人口大国。印度的国土面积只占全世界的2.4%，但占全世界17.66%的人口都居住在这里。德干高原的东部和西部沿海平原也是印度人口稠密的地区。拉贾斯坦邦西部的塔尔沙漠则是世界上人口最稠密的沙漠之一。北部和东北部沿喜马拉雅山脉的各个邦包含有寒冷干旱的沙漠和肥沃的山谷。这些邦则由于难以改变的地理障碍导致人口密度相对较小。

## 印度的人口普查
1872年，英属印度诸省进行了首次人口普查。自1947年印度独立后，每十年就会进行一次人口普查，其中第一次于1951年举行。印度的人口普查由印度内政部之下的印度户政总署署长暨人口普查站站长办公室进行，并且是由一个联邦政府进行的最大规模行政工作之一。
最新的人口数字来源于2011年印度人口普查。从2001年到2011年的十年间，印度的年度人口自然增长率已经从2.15减缓到1.76。根据十年一度的人口普查数据，达德拉-纳加尔哈维利的人口增长率最高，达55.5%，达曼-第乌则以53.5%紧随其后，其次是梅加拉亚邦的27.8%和阿鲁纳恰尔邦的25.9%，而那加兰邦以0.5%的负增长率垫底。
印度72.2%的人口生活在64万1000个村庄中，其中14万5000个村庄有500至999人，13万个村庄有1000至1999人，还有12万8000个村庄拥有200至499人，3961个村庄有一万或更多人口。印度27.8%的人口生活在超过5100个镇和超过380个城市群中。从1991年到2001年的十年间，向大城市进行的迁移引起城市人口迅速增加。
根据过去十年中净移民人数最终选择的居住地划分，马哈拉施特拉邦拥有的外来移民数量最多，达230万，其次是国家首都辖区（简称）德里，有170万外来移民；之后还有接受了68万人的古吉拉特邦和67万人的哈里亚纳邦。另一方面，北方邦在十年间有260万人在其他邦或联邦属地定居，是移民出境人数最多的地区，其次则是有170万人出境的比哈尔邦。人口最多的北方邦、马哈拉施特拉邦、比哈尔邦、西孟加拉邦和安得拉邦人口总数已经接近全国总数的一半（48.89%）。
根据2011年的人口普查，全国的平均性別比有所提升，从2001年的933提高到了2011年的940，但是儿童性别比却出现急剧下降，这个数字统计的是0至6岁儿童中每1000名男性对应的女性数量。虽然旁遮普邦、哈里亚纳邦、喜马偕尔邦、古吉拉特邦、泰米尔纳德邦、米佐拉姆邦和安达曼-尼科巴群岛的儿童性别比都有所提高，但全国的平均儿童性别比却从2001年的927降低到了2011年的914。

## 印度各邦和联邦属地人口
印度的地理总面积为328万7240平方公里，不过这个数字中包含了12万零849平方公里由巴基斯坦实际控制，但印度宣称拥有主权的领土（自由克什米尔），也包括了由中华人民共和国实际控制的阿克赛钦和喀喇昆仑走廊沿线；但印度同样宣称拥有主权的领土；还包括了由印度实际控制，中华人民共和国宣称拥有主权的阿鲁纳恰尔邦。人口密度四舍五入到最接近的整数。
按照2011年的人口普查数据，印度的人口总数为12亿1019万3422。
| 排名 | 邦和联邦属地        | 2011年人口 （占全国总人口比例） | 人口最接近的国家或地区 | 2001至2011年十年增长率 | 农村人口 （%）         | 城市人口 （%）         | 面积                             | 人口密度                   | 性別比 |
| ---- | ------------------- | ------------------------------- | ---------------------- | ---------------------- | ---------------------- | ---------------------- | -------------------------------- | -------------------------- | ------ |
| 01   | 北方邦              | 199,581,477 （16.49%）          | 巴西                   | 20.1%                  | 155,111,022 （77.72%） | 44,470,455 （22.28%）  | 240,928 km2（93,023 sq mi）      | 828/km2（2,140/sq mi）     | 908    |
| 02   | 马哈拉施特拉邦      | 112,372,972 （9.28%）           | 墨西哥                 | 16.0%                  | 61,545,441 （54.77%）  | 50,827,531 （45.23%）  | 307,713 km2（118,809 sq mi）     | 365/km2（950/sq mi）       | 946    |
| 03   | 比哈尔邦            | 103,804,637 （8.58%）           | 菲律賓                 | 25.1%                  | 92,075,028 （88.70%）  | 11,729,609 （11.30%）  | 94,163 km2（36,357 sq mi）       | 1,102/km2（2,850/sq mi）   | 916    |
| 04   | 西孟加拉邦          | 91,347,736 （7.55%）            | 越南                   | 13.9%                  | 62,213,676 （68.11%）  | 29,134,060 （31.89%）  | 88,752 km2（34,267 sq mi）       | 1,029/km2（2,670/sq mi）   | 947    |
| 05   | 中央邦              | 72,597,565 （6.00%）            | 土耳其                 | 20.3%                  | 52,537,899 （72.37%）  | 20,059,666 （27.63%）  | 308,245 km2（119,014 sq mi）     | 236/km2（610/sq mi）       | 930    |
| 06   | 泰米尔纳德邦        | 72,138,958 （5.96%）            | 土耳其                 | 15.6%                  | 37,189,229 （51.55%）  | 34,949,729 （48.45%）  | 130,058 km2（50,216 sq mi）      | 555/km2（1,440/sq mi）     | 995    |
| 07   | 拉贾斯坦邦          | 68,621,012 （5.67%）            | 泰國                   | 21.4%                  | 51,540,236 （75.11%）  | 17,080,776 （24.89%）  | 342,239 km2（132,139 sq mi）     | 201/km2（520/sq mi）       | 926    |
| 08   | 卡纳塔克邦          | 61,130,704 （5.05%）            | 義大利                 | 15.7%                  | 37,552,529 （61.43%）  | 23,578,175 （38.57%）  | 191,791 km2（74,051 sq mi）      | 319/km2（830/sq mi）       | 968    |
| 09   | 古吉拉特邦          | 60,383,628 （5.00%）            | 義大利                 | 19.2%                  | 34,670,817 （57.42%）  | 25,712,811 （42.58%）  | 196,024 km2（75,685 sq mi）      | 308/km2（800/sq mi）       | 918    |
| 10   | 安得拉邦            | 49,386,799 （4.08%）            |                        | 11.1%                  |                        |                        | 160,205 km2（61,855 sq mi）      | 308/km2（800/sq mi）       | 993    |
| 11   | 奥里萨邦            | 41,947,358 （3.47%）            | 阿根廷                 | 14.0%                  | 34,951,234 （83.32%）  | 6,996,124 （16.68%）   | 155,707 km2（60,119 sq mi）      | 269/km2（700/sq mi）       | 978    |
| 12   | 特伦甘纳邦          | 35,286,757 （2.97%）            | 阿尔及利亚             | 17.87%                 | 21,585,313 （61.33%）  | 13,608,665 （38.66%）  | 114,840 km2（44,340 sq mi）      | 307/km2（800/sq mi）       | 988    |
| 13   | 喀拉拉邦            | 33,387,677 （2.76%）            | 加拿大                 | 4.9%                   | 17,445,506 （52.28%）  | 15,932,171 （47.72%）  | 38,863 km2（15,005 sq mi）       | 859/km2（2,220/sq mi）     | 1,084  |
| 14   | 贾坎德邦            | 32,966,238 （2.72%）            | 伊拉克                 | 22.3%                  | 25,036,946 （75.95%）  | 7,929,292 （24.05%）   | 79,714 km2（30,778 sq mi）       | 414/km2（1,070/sq mi）     | 947    |
| 15   | 阿萨姆邦            | 31,169,272 （2.58%）            | 秘魯                   | 16.9%                  | 26,780,526 （85.92%）  | 4,388,756 （14.08%）   | 78,438 km2（30,285 sq mi）       | 397/km2（1,030/sq mi）     | 954    |
| 16   | 旁遮普邦            | 27,704,236 （2.30%）            | 委內瑞拉               | 13.7%                  | 17,316,800 （62.51%）  | 10,387,436 （37.49%）  | 50,362 km2（19,445 sq mi）       | 550/km2（1,400/sq mi）     | 893    |
| 17   | 恰蒂斯加尔邦        | 25,540,196 （2.11%）            |                        | 22.6%                  | 19,603,658 （76.76%）  | 5,936,538 （23.24%）   | 135,191 km2（52,198 sq mi）      | 189/km2（490/sq mi）       | 991    |
| 18   | 哈里亚纳邦          | 25,353,081 （2.09%）            |                        | 19.9%                  | 16,531,493 （75.75%）  | 8,821,588 （24.25%）   | 44,212 km2（17,070 sq mi）       | 573/km2（1,480/sq mi）     | 877    |
| 19   | 查谟-克什米尔邦     | 12,548,926 （1.04%）            | 古巴                   | 23.7%                  | 9,134,820 （72.79%）   | 3,414,106 （27.21%）   | 222,236 km2（85,806 sq mi）      | 56/km2（150/sq mi）        | 883    |
| 20   | 北阿坎德邦          | 10,116,752 （0.84%）            | 几内亚                 | 19.2%                  | 7,025,583 （69.45%）   | 3,091,169 （30.55%）   | 53,483 km2（20,650 sq mi）       | 189/km2（490/sq mi）       | 963    |
| 21   | 喜马偕尔邦          | 6,856,509 （0.57%）             | 多哥                   | 12.8%                  | 6,167,805 （89.96%）   | 688,704 （10.04%）     | 55,673 km2（21,495 sq mi）       | 123/km2（320/sq mi）       | 974    |
| 22   | 特里普拉邦          | 3,671,032 （0.30%）             | 刚果共和国             | 14.7%                  | 2,710,051 （73.82%）   | 960,981 （26.18%）     | 10,486 km2（4,049 sq mi）        | 350/km2（910/sq mi）       | 961    |
| 23   | 梅加拉亚邦          | 2,964,007 （0.24%）             | 蒙古国                 | 27.8%                  | 2,368,971 （79.92%）   | 595,036 （20.08%）     | 22,429 km2（8,660 sq mi）        | 132/km2（340/sq mi）       | 986    |
| 24   | 曼尼普尔邦β         | 2,721,756 （0.22%）             | 牙买加                 | 18.7%                  | 1,899,624 （79.79%）   | 822,132 （20.21%）     | 22,327 km2（8,621 sq mi）        | 122/km2（320/sq mi）       | 987    |
| 25   | 那加兰邦            | 1,980,602 （0.16%）             | 拉脫維亞               | -0.5%                  | 1,406,861 （71.03%）   | 573,741 （28.97%）     | 16,579 km2（6,401 sq mi）        | 119/km2（310/sq mi）       | 931    |
| 26   | 果阿邦              | 1,457,723 （0.12%）             |                        | 8.2%                   | 551,414 （37.83%）     | 906,309 （62.17%）     | 3,702 km2（1,429 sq mi）         | 394/km2（1,020/sq mi）     | 968    |
| 27   | 阿鲁纳恰尔邦        | 1,382,611 （0.11%）             |                        | 25.9%                  | 1,069,165 （77.33%）   | 313,446 （22.67%）     | 83,743 km2（32,333 sq mi）       | 17/km2（44/sq mi）         | 920    |
| 28   | 米佐拉姆邦          | 1,091,014 （0.09%）             | 东帝汶                 | 22.8%                  | 529,037 （48.49%）     | 561,997 （51.51%）     | 21,081 km2（8,139 sq mi）        | 52/km2（130/sq mi）        | 975    |
| 29   | 锡金                | 607,688 （0.05%）               | 澳門                   | 12.4%                  | 455,962 （75.03%）     | 151,726 （24.97%）     | 7,096 km2（2,740 sq mi）         | 86/km2（220/sq mi）        | 889    |
| NCT  | 德里                | 16,753,235 （1.38%）            | 智利                   | 21%                    | 419,319 （02.50%）     | 16,333,916 （97.50%）  | 1,484 km2（573 sq mi）           | 11,297/km2（29,260/sq mi） | 866    |
| UT1  | 本地治里            | 1,244,464 （0.10%）             | 模里西斯               | 27.7%                  | 394,341 （31.69%）     | 850,123 （68.31%）     | 479 km2（185 sq mi）             | 2,598/km2（6,730/sq mi）   | 1,038  |
| UT2  | 昌迪加尔            | 1,054,686 （0.09%）             | 爱沙尼亚               | 17.1%                  | 29,004 （02.75%）      | 1,025,682 （97.25%）   | 114 km2（44 sq mi）              | 9,252/km2（23,960/sq mi）  | 818    |
| UT3  | 安达曼-尼科巴群岛   | 379,944 （0.03%）               | 盧森堡                 | 6.7%                   | 244,411 （64.33%）     | 135,533 （35.67%）     | 8,249 km2（3,185 sq mi）         | 46/km2（120/sq mi）        | 878    |
| UT4  | 达德拉-纳加尔哈维利 | 342,853 （0.03%）               | 巴哈马                 | 55.5%                  | 183,024 （53.38%）     | 159,829 （46.62%）     | 491 km2（190 sq mi）             | 698/km2（1,810/sq mi）     | 775    |
| UT5  | 达曼-第乌           | 242,911 （0.02%）               |                        | 53.5%                  | 60,331 （24.84%）      | 182,580 （75.16%）     | 112 km2（43 sq mi）              | 2,169/km2（5,620/sq mi）   | 618    |
| UT6  | 拉克沙群島          | 64,429 （0.01%）                | 多米尼克               | 6.2%                   | 14,121 （21.92%）      | 50,308 （78.08%）      | 32 km2（12 sq mi）               | 2,013/km2（5,210/sq mi）   | 946    |
| 合计 | 印度                | 1,210,193,422 （100%)           | 中华人民共和国         | 17.64%                 | 833,087,662 （68.84%） | 377,105,760 （31.16%） | 3,287,240 km2（1,269,210 sq mi） | 382/km2（990/sq mi）       | 940    |

## 补充说明
- ^β 不包括曼尼普尔邦塞纳珀蒂县下、和这几个乡村。